# Книшов Геннадій Васильович
Геннадій Васильович Книшов (6 серпня 1934, м. Дебальцеве, Донецька область — 1 листопада 2015) — український кардіохірург, доктор медичних наук (1975), професор (1984), академік НАН України (відділення молекулярної біології, біохімії, експериментальної і клінічної фізіології, травень 2006), академік АМНУ (хірургія, березень 1994), академік РАМН.
Директор Національного інституту серцево-судинної хірургії імені Миколи Амосова НАМН України (1988—2015), завідувач відділу рентгенохірургічних методів лікування гострокоронарної недостатності (з 1993); завідувач кафедри серцево-судинної хірургії Національної медичної академії післядипломної освіти ім. П.Шупика (з 1992); член Комітету з Державних премій України в галузі науки і техніки (з березня 1997); член Комісії державних нагород і геральдики (з квітня 2005). Герой України.
1. Біографія
2. Народився 6 серпня 1934 (м. Дебальцеве, Донецька область); росіянин; батько Василь Федотович (1902—1993); мати Клавдія Павлівна (1908—1995); дружина Алла Йосипівна (1936—2019); дочка Наталія (1958) — лікар, завідувач відділення фізіотерапії.

Освіта: Донецький медичний інститут, лікувальний факультет (1952—1958), лікар-лікувальник; кандидатська дисертація «Хірургічна тактика за мітрального стенозу, ускладненого тромбозом лівого передсердя» (1965), докторська дисертація «Протезування мітрального клапана за набутої недостатності».
1958-62 — лікар-хірург, Донецька обласна клінічна лікарня. 1962-65 — аспірант клініки серцевої хірургії, Київський НДІ туберкульозу та грудної хірургії. 1965-71 — молодший науковий працівник, старший науковий працівник, 1971-79 — керівник відділення набутих вад серця, 1979 — керівник відділення коронарної недостатності, 1979-80 — керівник відділення хірургічного лікування захворювань серця і судин, 1980-83 — заступник директора з наукової частини, Київський НДІ туберкульозу і грудної хірургії. 1983-88 — заступник директора з наукової частини, Київський НДІ серцево-судинної хірургії.

Могила Геннадія Книшова, Байкове кладовище

Президент Асоціації серцево-судинних хірургів України (1991), голова Експертної ради з хірургічних хвороб ВАКу України (1993—1998), член Європейської асоціації серцево-торакальних хірургів (1960), член Американської асоціації торакальних хірургів (1993). Чл.-кор. НАН України (1992).
Виконав понад 5000 операцій на серці.
Захоплення: полювання, риболовля, музика, володів англійською мовою.
До останніх днів життя керував ДУ «Національний інститут серцево-судинної хірургії ім. М. М. Амосова НАМН України». Помер 1 листопада 2015 року після важкої хвороби. Похований на центральній алеї Байкового кладовища (ділянка № 52).

## Науковий доробок
Автор (співавтор) 400 наукових праць, зокрема, співавтор підручника «Шпитальна хірургія» (1999), 6 монографій, зокрема: «Кибернетика сердечной хирургии» (1984), «Приобретенные пороки серца» (1997, співав.), «Серцева недостатність» (2000), «Кровоносні судини, ренін-ангіотензинова система та артеріальні гепертензії» (2000), статей: «Прогностична значущість факторів функціонального стану серця при аорто-коронарному шунтуванню» (1987), «Хірургічне лікування клапанного інфекційного ендокардиту» (1987), «Діагностика стану коронарного русла і функція аутовенозних шунтів у хворих ішемічною хворобою серця у віддаленні строки після аорто-коронарного шунтування» (1988), «Коронарна хірургія: реальність та перспективи» (1996), «Aortic Aneurisms at the site of the repair of coarctation of the aorta» (1996), «Принцип „золотого сечения“ в регуляции сердечно-сосудистой системы: теоретические и клинико-физиологические исследования» (2000), «Surgical treatment of Wolf-Parkinson-White syndrome during plastic operation in patients with Ebstein's anomaly» (2000), 12 винаходів.
Підготував 21 кандидата і 10 докторів наук.

## Нагороди
- Звання Герой України з врученням ордена Держави (10 листопада 2004) — за визначні особисті заслуги перед Українською державою у розвитку медичної науки, створення національної наукової кардіохірургічної школи, багаторічну самовіддану працю[3]
- Орден князя Ярослава Мудрого IV ст. (22 квітня 2008) — за вагомий особистий внесок у розвиток вітчизняної медицини, визначні досягнення у серцево-судинній хірургії та утвердження міжнародного авторитету України у сфері кардіології[4]
- Орден князя Ярослава Мудрого V ст. (28 травня 1999) — за значний особистий внесок у соціально-економічний розвиток міста Києва, вагомі досягнення в праці, високий професіоналізм[5]
- Заслужений діяч науки і техніки України (15 червня 1994) — за значний особистий внесок у розвиток охорони здоров'я, вдосконалення медичного обслуговування населення[6]
- Державна премія України в галузі науки і техніки 2005 року — за фундаментальні дослідження впливу гіпертермії на стан імунітету та розробку нових високоефективних технологій лікування при гнійно-септичних захворюваннях у серцево-судинній та абдомінальній хірургії (у складі колективу)[7]
- Лауреат премії НАН України імені М. М. Амосова (медицина) (2006)
- Державна премія УРСР у галузі науки і техніки (1988)[8]
- Орден «Знак Пошани»[8]
- Медаль «В пам'ять 1500-річчя Києва»[8]

## Вшанування пам'яті
8 листопада 2016 року у Солом'янському районі меморіальну дошку видатному кардіохірургу Геннадію Книшову встановили на будинку на вулиці Янгеля, 14/1, де понад 30 років жив вчений.
16 грудня 2021 року у Києві вулиця Амурська була перейменована на вулицю Академіка Книшова.
1 листопада 2022 року по вулиці Академіка Книшова, 6, урочисто відкрили одноіменну меморіальну дошку пам'яті видатного кардіохірурга, Героя України Геннадія Книшова.